# Bouhdila
Bouhdila è una città del Marocco nella provincia di Berkane, nella Regione Orientale.
La città è conosciuta anche come Būhdīlah.